# Терське козацьке військо
Терське козацьке військо, Терські козаки, Гребенці — козацьке військове формування у Надтереччі. Створене 1577 року вільними козаками-переселенцями з Волги на Терек. У 1792 році увійшли у склад Кавказького лінійного козацького війська і відокремились від нього знову в 1860, зі столицею Володикавказі. У 1916 чисельність населення області Терського Козацького війська становила 255 000 осіб і площа — 1,9 мільйонів десятин.

## Історія до 1917 року
Напевно не відомо, коли на Тереку з'явилися перші російські поселенці. Спочатку їх називали гребенці, тому що поселення першої половини XVI століття були розташовані на схилах Терського хребта. Утворення терських козаків було значною мірою результатом Російської експансії у Закавказзі. У середині XVI сторіччя, Андрій Шадра, отаман Донських козаків, привів три сотні козаків на кумицькі землі, заснувавши місто Андрєєв. Одним із приводів вчинку Шадри можливо були кепські відносини з Єрмаком.У 1580, офіційно, Шадра, разом із декількома козаками і солдатами, переселилися на Терек, облаштувавшись в прикордонному місті Терський.
Більшість кавказьких горців відмовлялась прийняти російське поневолення в XVIII і XIX сторіччі. Їх тактика включала партизанські набіги на російські конвої і укріплення, регулярна армія була не в змозі вирішити проблему підкорення горців. Тому російський уряд передав козакам зобов'язання охороняти кордон і впроваджувати російську владу на гірські народи. Князь Потьомкін заснував фортецю Моздок у 1763, переселивши 517 родин волзьких козаків в станиці навколо неї. П'ять сотень сформували Моздокський полк, задля охорони лінії у вісімдесят верств уздовж Тереку. Інша сотня сімейств була переслана з Дону.

Близьке сусідство з кавказькими горцями, участь горців в козацькому війську і змішані шлюби сприяли проникненню кавказької культури в побут терців. Особливо помітно це в одязі (бурки, папахи) й озброєнні (кинджали, шаблі) козаків. Багато козаків володіли мовами горців; так Л. Н. Толстой в повісті «Козаки» пише: «Молодець козак красується знанням татарської мови і розгулявшись, навіть зі своїм братом говорить татарською» (під татарською тут мається на увазі одна з тюркських мов Кавказу: карачаєво-балкарська, ногайська або кумицька).
«Року 1831-го, під час польського повстання, московський уряд звелів сформувати два козацькі полки з полтавців та з чернігівців. Коли полки ці повернулися після того, як повстання втихомирено, малоросійський генерал-губернатор князь Рєпнін не відпустив їх додому, а держав при собі, часто наглядав над ними, муштрував їх і любив слухати їх пісень. За царювання Миколи I на цього генерал-губернатора дивились як на чоловіка, що придбав собі великі симпатії в українців, і вважали його мало не за сепаратиста, тим більш що він був онуком останнього гетьмана, Розумовського. З приводу того, що він не розпускав цих полків, на нього зроблено донос цареві, що ніби він хоче зробитись гетьманом. В Стародуб явився від царя флігель-ад'ютант, заарештував генерал-губернатора, а козаків цих зараз же відправлено на Кавказ на війну з черкесами. Через кілька літ ці козаки просили дозволу повернутися додому, але ж їм звеліли там лишитись і завести свої оселі. На ці оселі прийшов указ дати стільки землі, скільки козаки самі захотять. Усі козаки були нежонаті, бо пішли на військову службу зовсім молодими ще парубками. Через те вони відповіли урядові, що їм трудно селитись, не маючи сім'ї. Тоді уряд звелів по числу козаків зробити набір дівчат серед державних хліборобів Полтавської і Чернігівської губернії. Дівчат пригнано на Кавказ, і козаки з ними передружилися. З того і повстали українські станиці серед Терського війська. 

Таким робом, народні пісні й оповідання про дівочий набір — не легенди і мають правдиву історичну підставу. (Володимир Антонович. Про козацькі часи на Україні, 1897 рік). 

## Терські козаки за радянської влади

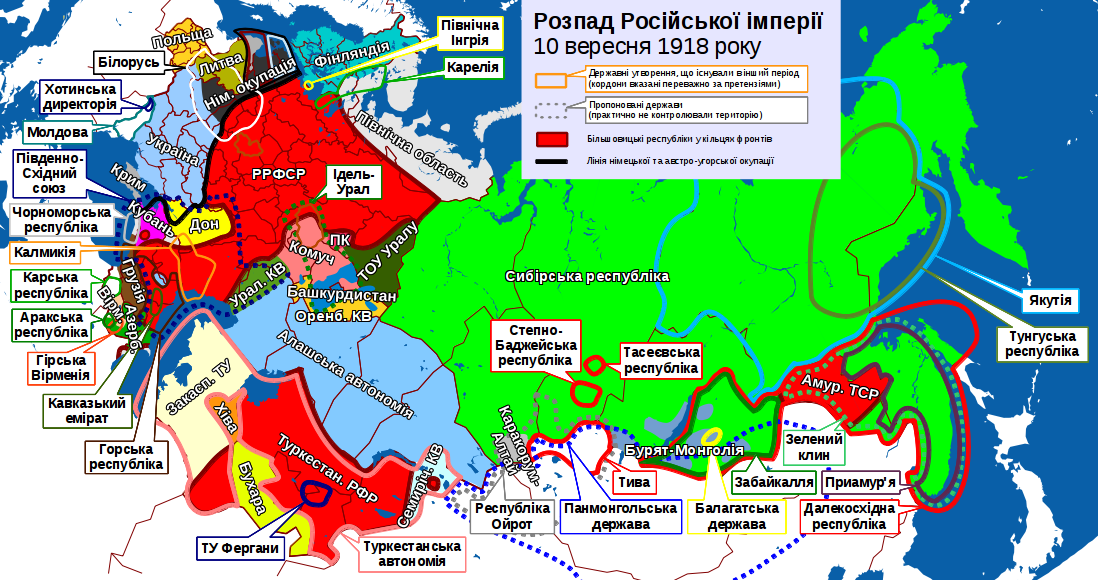
Південно-Східний Союз та район Терського повстання

Терське козацьке військо восени 1917 року увійшло до складу Південно-Східного Союзу, державного утворення козаків та горців Передкавказзя. Більшовицька влада у регіоні була встановлена наприкінці того ж року солдатами, які масово поверталися з Кавказького фронту Першої світової війни. У 1918 році Терське козацьке військо офіційно було формально скасоване більшовицькою владою, слідуючи антикозацькій політиці більшовиків.
Улітку-восени 1918 року відбулося Терське повстання козаків проти радянської влади, а наприкінці 1918 — на початку 1919 року Добровольча армія вибиває більшовиків за межі Терської області. У 1919 році Терська область перебувала під владою Збройних сил Півдня Росії, у яких служили терські козаки. Водночас існувала конфронтація в антибільшовицькому русі між козацькими автономістами та імперіалістичною білою армією. Завдяки послабленню білих централістів через поразки на фронтах, у січні 1920 року Верховне Коло Дону, Кубані і Тереку змогло прийняти конституцію Південно-Східного Союзу. Навесні 1920 року територія Війська була зайнята більшовиками.
У 1920 році козаки зі станиць вздовж річки Сунжа були депортовані в Україну і на Північ Європейської Росії. Більшовики заохочували тубільні народи Кавказу переселятися у спорожнілі станиці. Терени Терського козацького війська були розподілені між Дагестаном, Чечнею, Інгушетією і Північною Осетією. У 1920-х існував Сунженський козацький округ, пізніше також ліквідований.
Протягом Другої світової війни більшість терських козаків воювало на боці СРСР, хоч невелика частина підтримала німців, утворивши 1-шу козацьку дивізію (вони створили VI Полк 2-ї Бригади).
Після чеченського повстання 1940-1944 років СРСР провів депортацію інгушів і чеченців до Казахстану, була утворена Грозненська область РРФСР. Після реабілітації чеченців у 1957 вона була поділена між Дагестаном і Чечено-Інгушською республікою. Козацькі регіони на північ від Тереку, що раніше входили до складу Ставропольського краю, також були приєднані до Чечено-Інгушської АРСР.

## Терські козаки після 1991 року
Під час влади президента Джохара Дудаєва в Чечні розпочалась масова втеча козаків та інших національних меншин. Надтеречний, Наурський, Шелковський райони практично залишились без козацького населення. В обох Чеченських війнах терські козаки воювали проти чеченських повстанців.
15–17 листопада 1991 року Велике коло Терського війська запропонувало створити Терську козацьку республіку у складі РСФРР, а пізніше — включити райони з козацьким населенням до складу Ставропольського краю. 23 червня 1993 року Кизлярська міськрада підтримала козацькі вимоги про автономізацію Північного Дагестану задля забезпечення прав козацтва та російськомовного населення.
Сьогодні велика частина козацької землі була втрачена через масовий від'їзд росіян. Тільки на півночі Дагестану, у Північній Осетії і сусідніх регіонах Ставропольського краю все ще залишається деяка частина козаків.